# Rostnacken-Zwergspecht

Verbreitungsgebiet des Rostnacken-Zwergspechtes

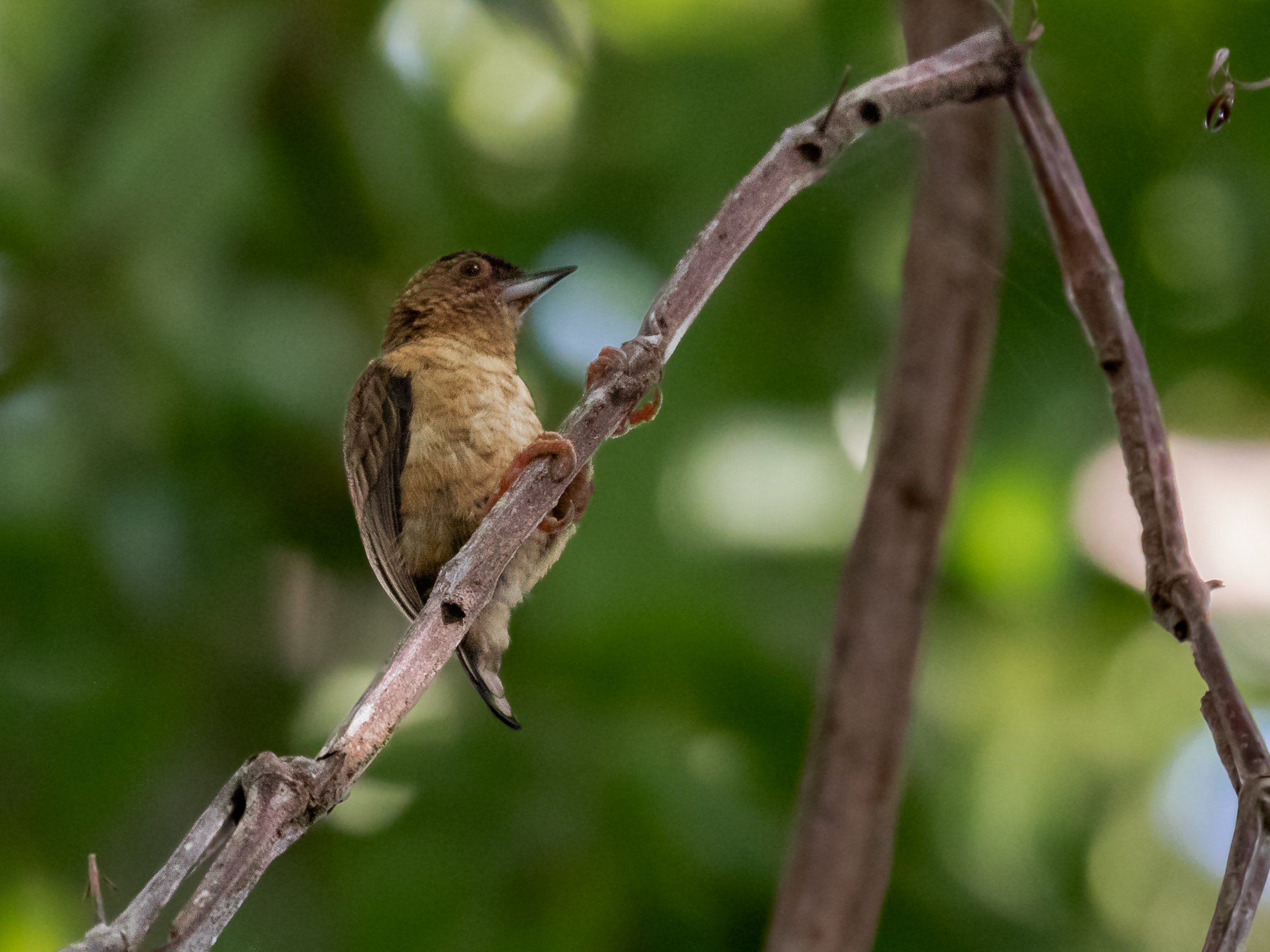
Weibchen

Der Rostnacken-Zwergspecht (Picumnus fuscus) ist eine Vogelart aus der Gattung der Zwergspechte (Picumnus) aus der Familie der Spechte (Picidae).
Der Vogel kommt in entlang der Grenze zwischen Brasilien und Bolivien vor.
Der Lebensraum umfasst jahreszeitlich überfluteten Tieflandwald mit Bambus und Kletterpflanzen (Várzea).
Der Artzusatz kommt von lateinisch fuscus ‚dunkel, dunkelbraun‘.

## Merkmale
Die Art ist 10 cm groß. Das Männchen hat eine schwarze Kopfkappe, am Scheitel hinten haben die Federn breite rötlich-orangefarbene Spitzen. Die Zügel, die Stirn seitlich und die Nasenhaare sind gelbbraun, die Wangen etwas brauner, die Ohrdecken etwas rotbraun. Hinter dem Auge verläuft ein hellerer, unterbrochener Streifen. Der hintere Nacken und die Nackenseiten sind rostbraun bis gelblich-braun. Die Oberseite ist braun bis bräunlich-grün, die Schulterfedern oft leicht rotbraun überhaucht. Die Flügeloberseite ist dunkelbraun, die Flügeldecken haben hellere, Armschwingen und Schirmfedern gelbliche bis gelbbraune Ränder. Die Schwanzoberseite ist dunkelbraun, das zentrale Federpaar zeigt auf der Innenseite einen breiten weißen Streifen, die äußeren beiden Steuerfedern haben eine schmalere schräg verlaufende weiße Binde. Das Kinn ist meist zart dunkel gebändert, die Kehle manchmal noch diskreter. Die übrige Unterseite ist blass gelbbräunlich, die Flanken und die Brust seitlich etwas zimtfarben oder hell rostbraun überhaucht, mitunter angedeutet gebändert an den Flanken, seltener an Brust und Bauch. Die Flügelunterseite ist blass braun, die Unterflügeldecken sind rötlich-braun. Der Schnabel ist kurz, der Schnabelfirst leicht gebogen, schwarz mit hellerer Basis. Die Iris ist braun, die Orbitalhaut grau und die Beine sind grau bis grau-braun.
Beim Weibchen fehlt das Rot am Kopf.

## Geografische Variation
Die Art ist monotypisch.

## Stimme
Der Ruf des Männchens ist nicht beschrieben.

## Lebensweise
Über Nahrung, Verhalten und Brutzeit ist kaum etwas bekannt. Die Art ist vermutlich ein Standvogel.

## Gefährdungssituation
Der Bestand gilt als „nicht gefährdet“ (least Concern).